# Gerardo Priego Tapia
Gerardo Priego Tapia (Villahermosa, Tabasco; 19 de junio de 1965) es un político mexicano, miembro del Partido Acción Nacional, es diputado federal.
Es licenciado en Economía egresado del Instituto Tecnológico y de Estudios Superiores de Monterrey y tiene una maestría en Administración Pública en la Universidad de Nueva York. Es Candidato a Doctor en Ciencias Políticas y Administración Pública en la Universidad Nacional Autónoma de México [UNAM].  Inicialmente se dedicó al ejercicio de su profesión, ocupando cargos directivos en varias empresas privadas regionales y nacionales, fue Presidente Fundador de la Confederación Patronal de la República Mexicana (COPARMEX) y Fundador y Presidente del Consejo coordinador Empresarial, ambos en su estado, después presidió la Federación Empresarial del Sureste en dos ocasiones.  En el gobierno federal ocupó los cargos de director general de programas sociales y coordinador general de microrregiones de la Secretaría de Desarrollo Social (México) en donde destaca su trabajo en las comunidades indígenas de México, su trabajo con los migrantes mexicanos en el extranjero y la coordinación interistitucional de 36 programas gubernamentales de 17 Secretarias de Estado para incidir en las zonas de Muy Alta Marginación del país. En 2003 fue Presidente del PAN en Campeche y Coordinador de la 3a Cincunscripción y en 2004 Delegado en el Estado de Veracruz y también en el estado de Sinaloa en 2004 entra al Comité Nacional invitado por Luis Felipe Bravo Mena Presidente Nacional del PAN y fue nombrado secretario de Vinculación con la Sociedad, área que le tocó crear y dirigir hasta 2006 ya con Manuel Espino Barrientos como presidente del CEN del PAN, ese año fue elegido diputado federal plurinominal a la LX Legislatura que culmina en 2009 y donde fue secretario de la Comisión de Desarrollo Social, integrante de la Comisión de Equidad y Género, así como de la Comisión de Gobernación, y le tocó promover, crear y dirigir como su 1r Presidente, la Comisión para el Seguimiento a las Agresiones a Periodistas y Medios de Comunicación, donde implementó el Consejo Consultivo Ciudadano de la Comisión con expertos en el tema de diferentes partes del país, siendo la única comisión con un consejo con estas características de ambas cámaras del Congreso de la Unión.
En 2007 externó su intención de ser candidato a Presidente Nacional del PAN, sin embargo, el 7 de noviembre de ese año descartó la posibilidad de registrarse como candidato y participar, al aducir que no existían condiciones para competir con equidad frente a Germán Martínez Cázares.
A una semana y media de concluir su labor como legislador federal [LX Legislatura], Gerardo devolvió 1 millón cuarenta y nueve mil seiscientos sesenta y tres pesos a la Cámara de Diputados por concepto de viajes de avión, al considerar que el dinero que le sobró no le pertenecía y era obtenido de manera fraudulenta..
El dinero devuelto suma la cantidad que la agencia de viajes le reembolsó luego de que no hiciera uso del total del monto asignado a transportación aérea, que le fueron otorgados en la LX Legislatura, además de la aportación voluntaria de la mitad de lo que la Cámara le otorga por concepto del fondo de ahorro como legislador.
Actualmente Gerardo es Presidente de la Fundación Impulsa Tu Desarrollo que preside desde finales de 2009 con la finalidad de difundir y organizar la participación ciudadana en temas de Gobierno y Sociedad como: Economía, Derecho, Cultura y Seguridad.
Gerardo Priego Tapia es también mencionado como uno de los aspirantes al Gobierno de Tabasco para 2012 por el Partido Acción Nacional, es de hecho, el Precandidato más sólido a Gobernador de Tabasco.